# Tramwaje w Laonie

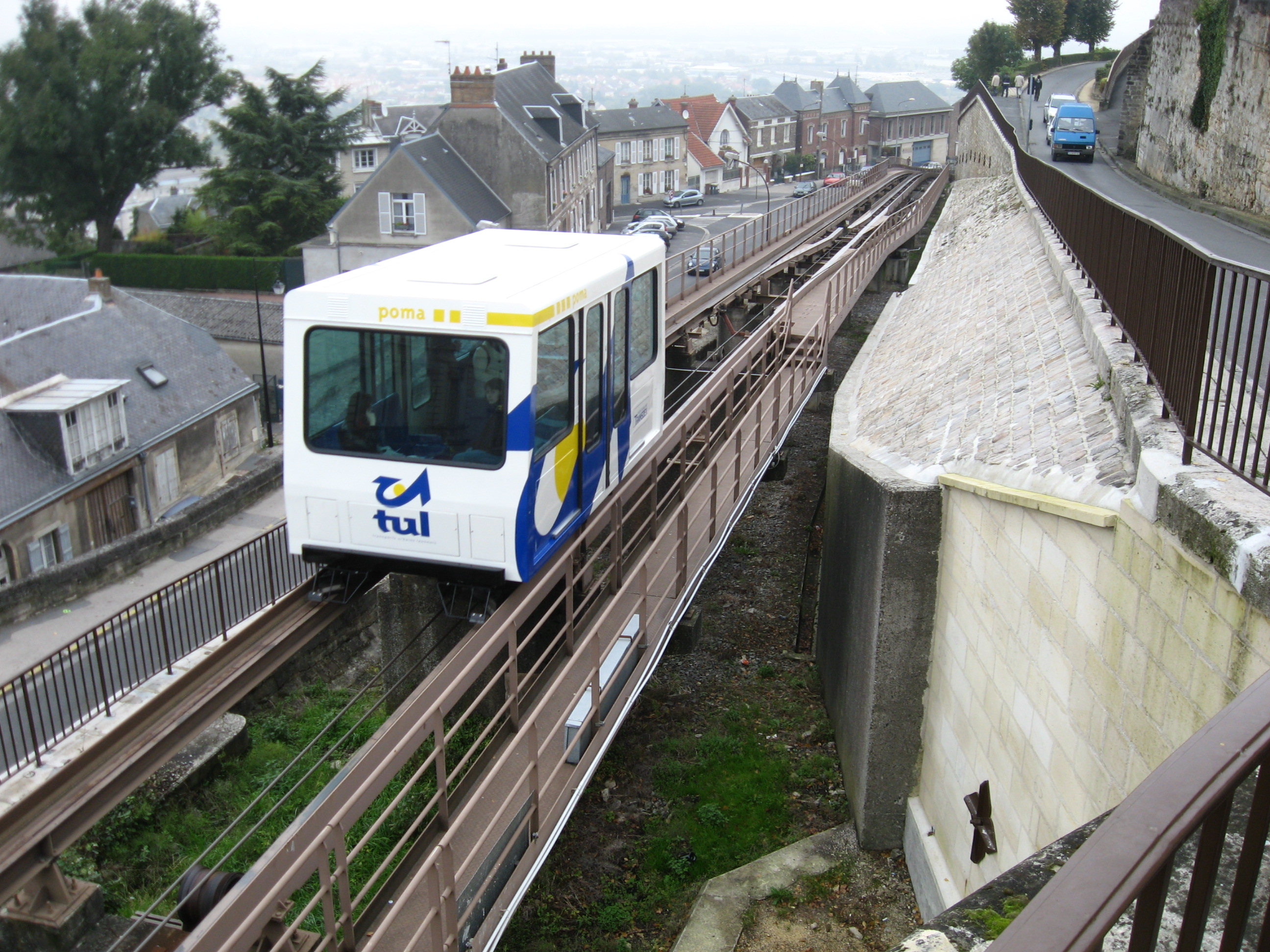
Wagonik na linii Poma 2000

Tramwaje w Laonie – zlikwiodwany system komunikacji tramwajowej we francuskim mieście Laon, działający w latach 1899–1971.

## Historia
Tramwaje łączące górną część miasta z dolną uruchomiono 9 lipca 1899. Od początku były to tramwaje elektryczne, które dodatkowo w celu pokonania dużych nachyleń zostały wyposażone w koła zębate, a na torowisku położono szynę zębatą. Linia tramwajowa o długości 1,4 km rozpoczynała się w dolnej części miasta przy północnym dworcu kolejowym, a kończyła się w górnej części na place de l’Hôtel de Ville. Do obsługi linii dysponowano 4 dwuosiowymi tramwajami silnikowymi o długości 8,9 m. Pod koniec I wojny światowej w 1918 wojska niemieckie zniszczyły wszystkie obiekty i mosty, a tabor został wywieziony. Ruch na linii wznowiono w 1926. W 1944 wstrzymano ruch tramwajów z powodu zniszczenia stacji kolejowej. Ruch z powrotem wznowiono pod koniec II wojny światowej. Linię zamknięto 27 stycznia 1971. Oficjalnym powodem jej zamknięcia były stare tramwaje.
Następnie na trasie dawnej linii kursowała mała linowa kolej automatyczna o nazwie Poma 2000 uruchomiona w 1989 i zamknięta 27 sierpnia 2016.